# British Home Championship 1933/34
Die British Home Championship 1933/34 war die 46. Auflage des im Round-Robin-System ausgetragenen Fußballwettbewerbs zwischen den vier britischen Nationalmannschaften von England, Irland (ab 1950/51 Nordirland), Schottland und Wales.
| Pl. | Nationalmannschaft | Sp. | S | U | N | Tore    | Punkte |
| --- | ------------------ | --- | - | - | - | ------- | ------ |
| 1.  | Wales              | 3   | 2 | 1 | 0 | 006:400 | 05:10  |
| 2.  | England            | 3   | 2 | 0 | 1 | 007:200 | 04:20  |
| 3.  | Irland             | 3   | 1 | 1 | 1 | 003:500 | 03:30  |
| 4.  | Schottland         | 3   | 0 | 0 | 3 | 003:800 | 0:60   |

|                                                              |   |            |           |
| 16. September 1933 in Glasgow (Celtic Park)                  |   |            |           |
| Schottland                                                   | – | Irland     | 1:2 (0:2) |
| 4. Oktober 1933 in Cardiff (Ninian Park)                     |   |            |           |
| Wales                                                        | – | Schottland | 3:2 (2:0) |
| 14. Oktober 1933 in Belfast (Windsor Park)                   |   |            |           |
| Irland                                                       | – | England    | 0:3 (0:1) |
| 4. November 1933 in Belfast (Windsor Park)                   |   |            |           |
| Irland                                                       | – | Wales      | 1:1 (0:1) |
| 15. November 1933 in Newcastle upon Tyne (Saint James’ Park) |   |            |           |
| England                                                      | – | Wales      | 1:2 (0:1) |
| 14. April 1934 in London, Wembley Stadium                    |   |            |           |
| England                                                      | – | Schottland | 3:0 (1:0) |